# Leonid Pozen
Leonid Pozen (Obolon, Gubèrnia de Poltava, Imperi Rus, 26 de febrer de 1849- Petrograd, URSS, 8 de gener de 1921 fou un escultor rus, Itinerant i polític. Membre titular de l'Acadèmia Imperial de les Arts (1894), senador de l'Assemblea Legislativa (des de 1912). La majoria de les seves obres van ser fetes amb cera i després foses en bronze a la fàbrica K. Werfel a Sant Petersburg. Les seves primeres obres mostren la seva atracció per l'escultura animalística. El seu realisme col·loca Pozen al costat dels pintors Vasily Perov, Grigory Myasoyedov i Ivan Kramskoy.
Leonid Pozen va néixer a la família d'un capità de la Guàrdia que es va retirar al poble d'Obolon, Comtat Khorolsky (ara districte de Semenov de la regió de Poltava), a la finca familiar Pozen. La formació inicial del futur escultor li arribarà a casa, de petit ja modelava en molla de pa de sègol, figures d'animals que copiava de les ceràmiques que feien els artesans de la zona. També dibuixava molt bé. A l'edat de quinze anys, va entrar al cinquè grau a l'Institut de la província de Poltava. Acabat aquest període, i donats els seus dots artístics, els seus pares van voler inscriure'l a l'Acadèmia de les Arts de Sant Petersburg. Tanmateix, el jove Pozen no es va prendre seriosament les seves inclinacions artístiques i el 1867 va decidir estudiar Dret, primer a la Universitat de Khàrkov i un any més tard es va traslladar a la Facultat de Dret de la Universitat de Sant Petersburg. Es va graduar el 1872 i va començar a treballar com a assistent fiscal.
Ja com advocat, Pozen va anar a servir al Ministeri de Justícia, i gairebé tot seguit va ser enviat a Poltava com a candidat per a un dels llocs de la cort de districte. Als tribunals Leonid va treballar durant més de 40 anys. En primer lloc, com a investigador del districte de Poltava, després com a conseller d'Estat, Conseller Privat, senador del Departament de Cassació Penal. Amb la seva arribada a Poltava, va reprendre els seus estudis artístics. Va començar fent còpies en guix de diferents figures, i després a poc a poc va començar a esculpir retrats d'amics i familiars, per passar a fer composicions més complexes.
El 1891, L. Pozen, es va traslladar novament a Sant Petersburg. Mentre treballava en l'oficina del fiscal de la Cort de Districte de Sant Petersburg, va continuar mantenint vincles amb artistes i amb l'art. Aquest mateix any es va convertir en membre de ple dret de l'Associació dels "Ambulants", i el 1894, va ser nomenat membre de l'Acadèmia de les Arts.
L. Pozen va morir el 8 de gener de 1921, està enterrat al cementiri de Smolensk, a Sant Petersburg. Després de la mort del seu marit, Maria Feodorovna va donar escultures i documents a museus d'art de Leningrad i Poltava. Magnífic llegat artístic de l'escultor que avui admirem.

## Galeria

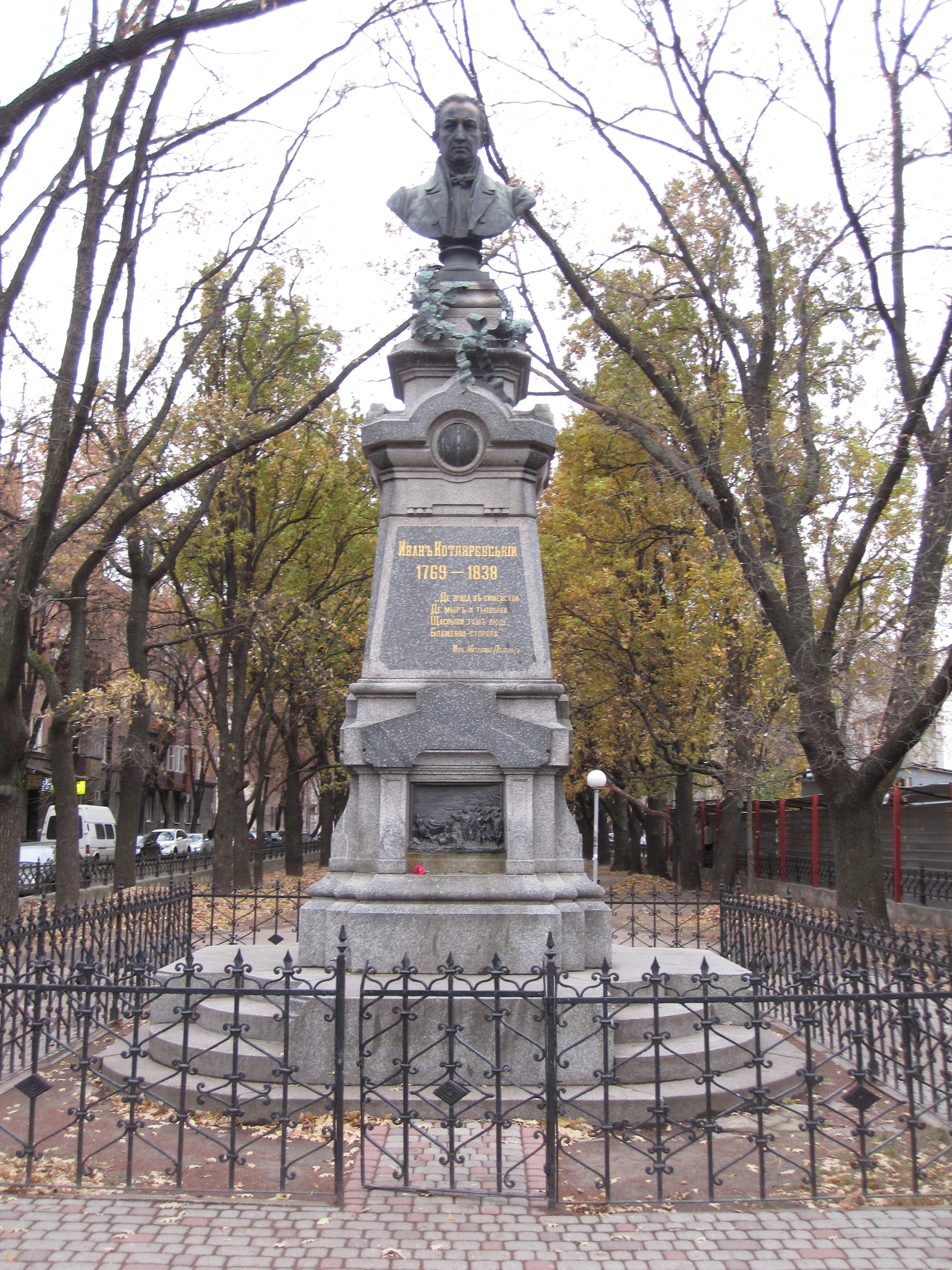
Monument a Ivan Kotliarevski
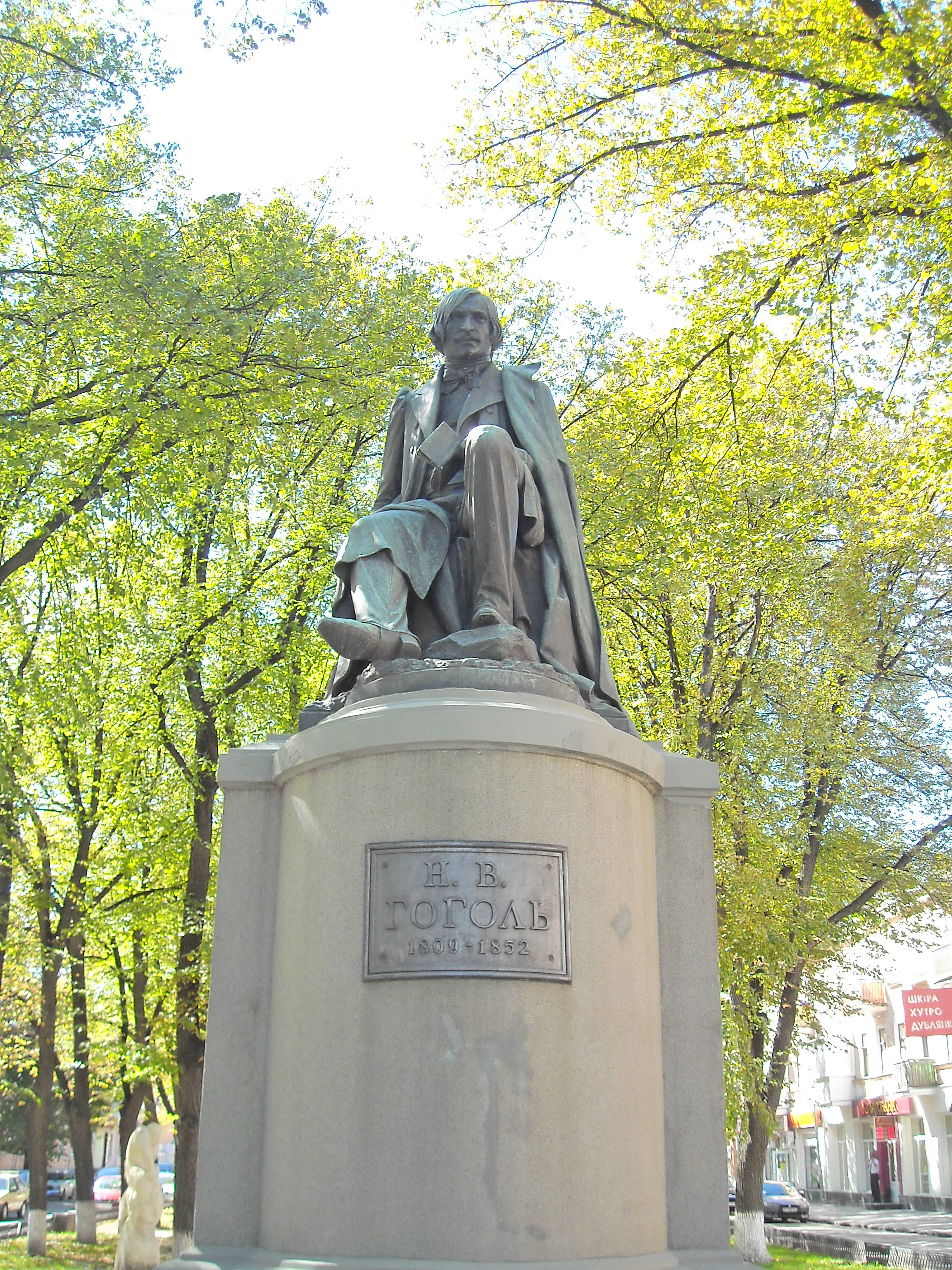
Monument a Gogol a Poltava
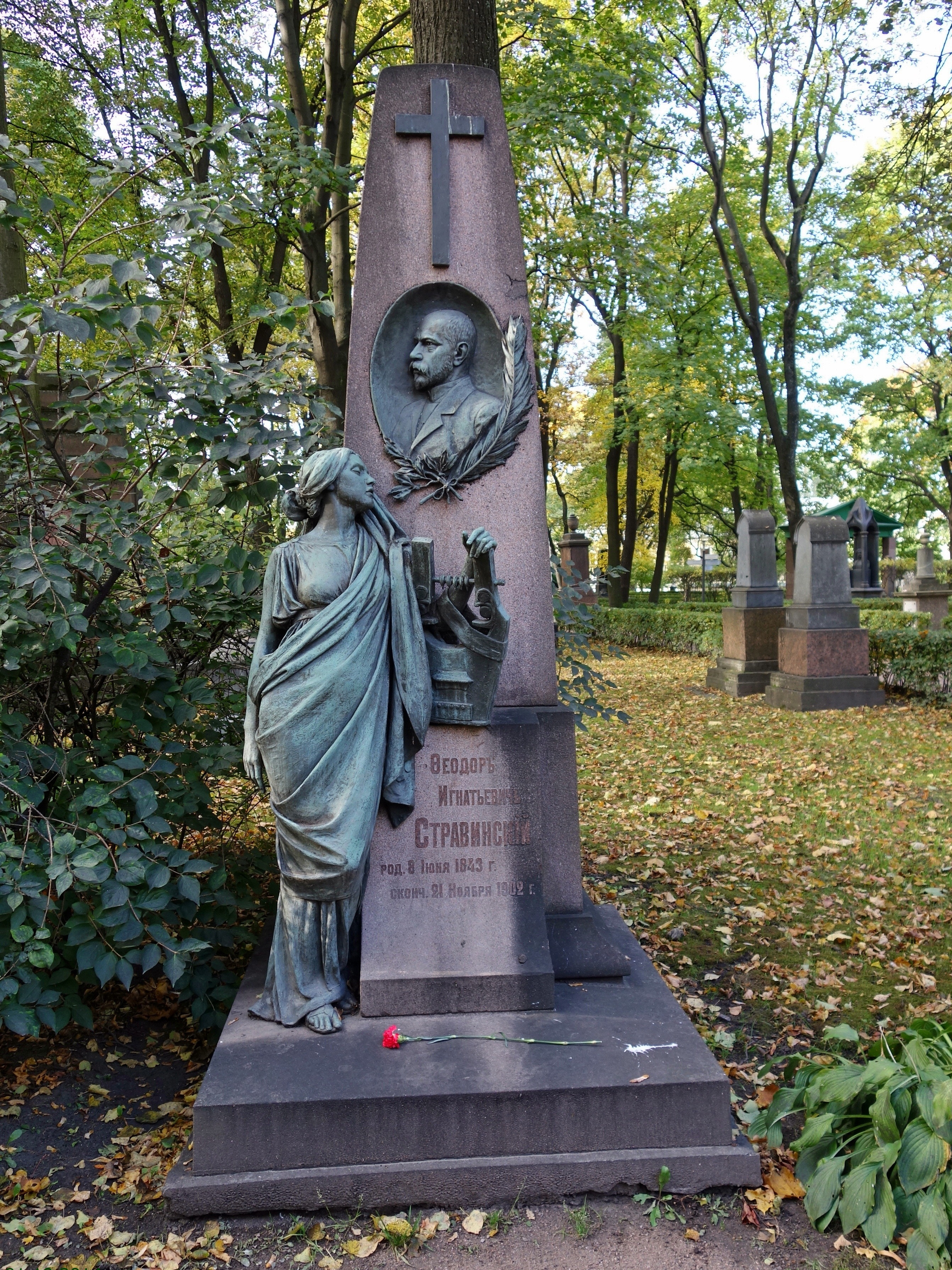
Tomba de Stravinski a Sant Petersburg